# 火焰墨魚
火焰花枝（学名：Metasepia pfefferi），又名火焰墨魚、火焰烏賊，是花墨魚屬的一種，是少数有毒的頭足綱生物之一，棲息在印尼、新幾內亞、馬來西亞與澳洲北部熱帶海域。

## 分布
火焰花枝的自然棲地，包括西澳大利亞州的曼都拉、昆士蘭州以北，到新幾內亞南部的阿拉弗拉海 海域，以及印尼的蘇拉威西島 、摩鹿加群島海域，和馬來西亞的馬寶島、西巴丹島海域。
1874年10月9日，一隻雌性的火焰花枝在阿拉弗拉海被英國皇家學會的挑戰者探險隊所捕獲，開啟了科學界對火焰花枝的研究。這隻最早的火焰花枝標本目前存放於倫敦自然史博物館。

## 外形
火焰花枝有橢圓形的外套膜，腕臂較為粗短、扁平，呈刀鋒形，分布著四排吸盤；第一對腕足比其他的腕足要來得稍短一點。在左腹側一隻較粗大的腕足則是生殖用的交接腕，腕上有用來傳遞貯精囊的深溝。在外套膜的背側與腹側表面，以及頭部、眼睛上方有許多突起的鰭狀物，這些鰭可以幫助火焰花枝在海底前進。火焰墨魚也是目前所知惟一一種會在海床以腕足和鰭行走的烏賊動物；因為墨魚骨較小，火焰墨花枝在水中長途游泳

火焰墨魚的側面

目前已知最大型的火焰花枝標本，外套膜長度有8公分，然而大多數的體型都在6公分以下。火焰墨魚的烏賊骨只佔外套膜長度的2/3左右，外觀呈長斜方形，帶微黃色澤，兩端削尖，中段微微鼓起。和大多數的墨魚不一樣，火焰烏賊的外套膜並沒有烏賊骨突出所形成的錐。

## 生活型態

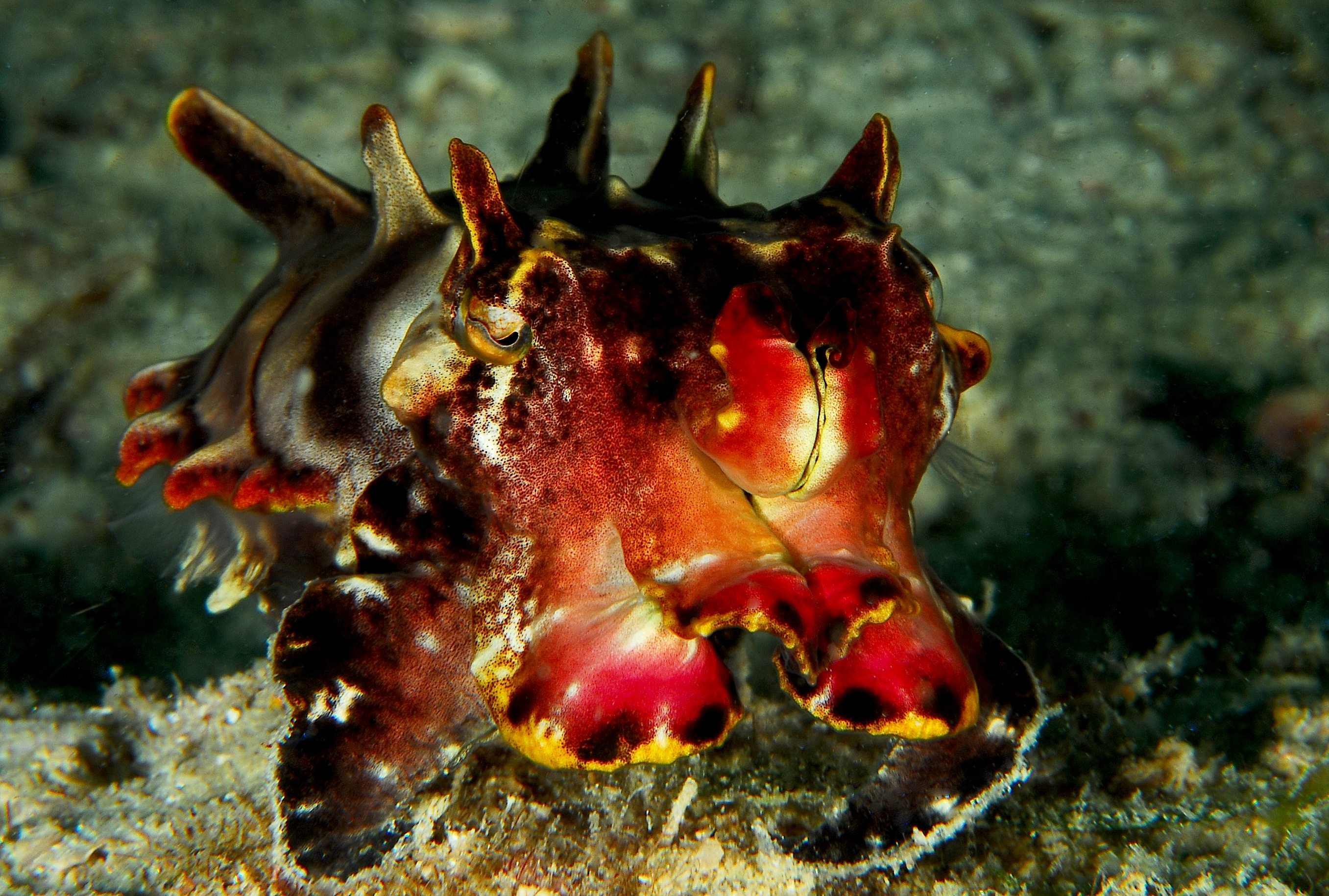
火焰烏賊若受到威脅，便顯現出亮麗的警告姿態。

火焰花枝棲息在海水底部的泥沙區域，分布深度從3公尺到86公尺；為日行性，以表面的色素細胞進行複雜的偽裝，捕食魚類和甲殼類生物。火焰花枝原本的體色是深褐色，若遭到騷擾，就會在體表、觸手和頭部快速閃爍著黑色、深褐色、白色與黃色的斑紋；在發動攻擊前的瞬間，觸手前端會顯現明亮的紅色。火焰花枝以接近腹部的一對觸手在海床表面行走，這是牠們主要的移動方式。在目前所紀錄的墨魚品種之中，火焰墨魚是惟一一種帶有毒性的烏賊；牠的肌肉組織帶有毒性，而亮麗鮮豔的體色正是一種警告色。

## 繁殖
當一對雌、雄火焰花枝碰頭時，即可能進行交配；雄烏賊以交接腕將精囊遞入雌烏賊的外套膜中，讓卵受精。隨後雌烏賊會將卵產下，一次只產一顆，並以觸手將卵固定在珊瑚、岩石甚至浮木的隙縫之中。初時卵呈白色，隨著小墨魚發育，會逐漸便透明。小墨魚一出生即具備與雙親相同的偽裝能力。

## 商業價值
毒理學的研究顯示火焰花枝的肌肉組織具有強烈毒性，毒性可媲美牠頭足綱的遠親藍圈章魚。
因此火焰花枝不具食用價值。然而由於特殊的外表與鮮豔的體色，使得火焰花枝在私人水族市場之中相當受到歡迎。

## 外部連結
- YouTube上關於火焰花枝的影片 （页面存档备份，存于）
- 西巴丹拍攝的警告色變化的影片 （页面存档备份，存于）
- 龍洞灣的火焰花枝